# ペン/フォークナー賞
ペン/フォークナー賞（The PEN/Faulkner Awards）は、アメリカの主要な文学賞の一つ。毎年優れた小説作品に贈られる。
主催はワシントンのフォルジャー・シェイクスピア・ライブラリー。米国のペンクラブ「ペン・アメリカン・センター」とは関係がない。

## 受賞作一覧
- 第1回（1981年）- ウォルター・アビッシュ 『すべての夢を終える夢』 "How German is It?"
- 第2回（1982年）- デービッド・ブラッドレイ "The Chaneysville Incident"
- 第3回（1983年）- トビー・オルソン "Seaview"
- 第4回（1984年）- ジョン・エドガー・ワイドマン "Sent for You Yesterday"
- 第5回（1985年）- トバイアス・ウルフ 『兵舎泥棒』 "The Barracks Thief"
- 第6回（1986年）- ピーター・テイラー "The Old Forest and Other Stories"
- 第7回（1987年）- リチャード・ワイリー "Soldiers in Hiding"
- 第8回（1988年）- T・コラゲッサン・ボイル "World's End"
- 第9回（1989年）- ジェームズ・ソルター（英語版） "Dusk and Other Stories"
- 第10回（1990年）- E・L・ドクトロウ 『ビリー・バスゲイト』 "Billy Bathgate"
- 第11回（1991年）- ジョン・エドガー・ワイドマン "Philadelphia Fire"
- 第12回（1992年）- ドン・デリーロ 『マオ２』, "Mao 2"
- 第13回（1993年）- E・アニー・プルー "Postcards"
- 第14回（1994年）- フィリップ・ロス "Operation Shylock"
- 第15回（1995年）- デイヴィッド・グターソン 『殺人容疑』 "Snow Falling on Cedars"
- 第16回（1996年）- リチャード・フォード "Independence Day"
- 第17回（1997年）- ジーナ・ベリオー（英語版） "Women in Their Beds"
- 第18回（1998年）- ラフィ・ザボール（英語版） "The Bear Comes Home"
- 第19回（1999年）- マイケル・カニンガム 『めぐりあう時間たち』 "The Hours"
- 第20回（2000年）- ハ・ジン 『待ち暮らし』 "Waiting"
- 第21回（2001年）- フィリップ・ロス 『ヒューマン・ステイン』 "The Human Stain"
- 第22回（2002年）- アン・パチェット 『ベル・カント』 "Bel Canto"
- 第23回（2003年）- サビーナ・マレー "The Caprices"
- 第24回（2004年）- ジョン・アップダイク "The Early Stories"
- 第25回（2005年）- ハ・ジン "War Trash"
- 第26回（2006年）- E・L・ドクトロウ "The March"
- 第27回（2007年）- フィリップ・ロス "Everyman"
- 第28回（2008年）- ケイト・クリステンセン "The Great Man"
- 第29回（2009年）- ジョセフ・オニール 『ネザーランド』 "Netherland"
- 第30回（2010年）- シャーマン・アレクシー "War Dances"
- 第31回（2011年）- デボラ・アイゼンバーグ "The Collected Stories of Deborah Eisenberg"
- 第32回（2012年）- ジュリー・オオツカ 『屋根裏の仏さま』 "The Buddha in the Attic"
- 第33回（2013年）- ベンジャミン・アリール・サエンス "Everything Begins and Ends at the Kentucky Club"
- 第34回（2014年）- カレン・ジョイ・ファウラー 『私たちが姉妹だったころ』 "We Are All Completely Beside Ourselves"
- 第35回（2015年）- Atticus Lish "Preparation for the Next Life"
- 第36回（2016年）- James Hannaham "Delicious Foods"
- 第37回（2017年）- Imbolo Mbue "Behold the Dreamers"
- 第38回（2018年）- Joan Silber "Improvement"
- 第39回（2019年）- Azareen Van der Vliet Oloomi "Call Me Zebra"
- 第40回（2020年）- Chloe Aridjis "Sea Monsters"
- 第41回（2021年）- Deesha Philyaw "The Secret Lives of Church Ladies"
- 第42回（2022年）- Rabih Alameddine "The Wrong End of the Telescope"
- 第43回（2023年）- イーユン・リー "The Book of Goose"